# Повстанческий альянс
Повстанческий альянс (англ. Rebel Alliance, официальное название — «Альянс за восстановление Республики», позднее — «Альянс свободных планет» и «Новая Республика») — вымышленная галактическая военно-политическая организация из вселенной Звёздных войн, боровшаяся против Империи.

## История создания
Альянс создан на основе Петиции 2000, составленной немедленно после объявления Империи Палпатином в 19 году до битвы при Явине  сенаторами Мон Мотмой, Бэйлом Органой и Гармом Белом Иблисом, хотевшими сохранить идеалы Старой Республики. После окончания Войн Клонов, в результате подкупа, шантажа или убийств, от Петиции начало отказываться множество сенаторов. За два года до Битвы при Явине IV, Гален Марек, тайный ученик Дарта Вейдера, собрал сенаторов-повстанцев на Коррелии для создания мощного политического и военного союза против Империи. Это оказалось ловушкой самого Вейдера, старавшегося уничтожить восстание на корню. Гален, проникшийся идеалами Ордена джедаев, вступил в бой с Вейдером и Палпатином на Звезде Смерти I, где пожертвовал собой, дав сенаторам бежать. В память о нем, Альянс перенял семейный герб Мареков, найденный на Кашиике, как «символ надежды».

## Новая Республика
В течение долгого времени Альянс с переменным успехом вёл боевые действия против Империи, но после Битвы при Эндоре и гибели Палпатина в 4 ПБЯ в войне наступил решительный перелом, и через полгода Мон Мотма объявила о создании из Альянса свободных планет (созданного в качестве переходного государства) Новой Республики.